# Blencogo
Blencogo är en ort i civil parish Bromfield, i grevskapet Cumbria i England. Orten är belägen 6 km från Wigton. Blencogo var en civil parish 1866–1934 när det uppgick i Bromfield. Parish hade 139 invånare år 1931.